# ماريون الإصلاحية (أوهايو)
معهد ماريون الإصلاحي (MCI) هو سجن ذو مستوى أدنى ومتوسط من الأمن للرجال يقع في ماريون ، مقاطعة ماريون ، أوهايو ، مملوك ومدار من قبل إدارة التأهيل والإصلاح في ولاية أوهايو . 
تم افتتاح المرفق لأول مرة في عام 1954 ويبلغ عدد سجنائه 2623 من نزلاء الولاية. المرفق قريب من المجمع الإصلاحي الشمالي المركزي، وهو سجن خاص يضم أيضًا نزلاء ولاية أوهايو.
في عام 2015 ، قام سجينان ببناء جهازي كمبيوتر مع أجزاء تم استخدامها للقيام بأعمال ضارة على شبكة السجن الآمنة. 
في 18 أبريل 2020 ، تم استدعاء الحرس الوطني لتوفير 50 فردًا من الحرس لمساعدة الموظفين حيث تم الإبلاغ عن أن 1.057 سجينًا و 103 موظفين تم اختبارهم، كانوا إيجابيين لفيروس كورونا 2019-nCoV. توفي أحد ضباط الإصلاح.  وبحلول 20 أبريل، ارتفع عدد النزلاء الذين ثبتت إصابتهم بالفحص إلى 1,950. 

## نزلاء بارزين
- دون كينغ (مروج للملاكمة) (1967–1970)